# Ореховск
Оре́ховск (бел. Арэхаўск) — городской посёлок в Оршанском районе Витебской области Беларуси. Административный центр Ореховского сельсовета. Расположен в 22 км к северо-востоку от Орши, у слияния рек Оршица и Выдрица.
Численность населения — 2 266 человек (на 1 января 2025 года).

## Транспорт
Через Ореховск проходит республиканская дорога Р109 (Лиозно — Ореховск — М8). В 8 км на юго-запад от посёлка находится «оршанский перекрёсток» — пересечение автомагистралей М1E 30 и M8E 95.

## Геральдика
Герб и флаг учреждены Указом Президента Республики Беларусь от 28 февраля 2011 года № 86 и зарегистрированы в Государственном геральдическом регистре 15 марта 2011 года № Б-186 и № Б-187. Одобрены решением Ореховского сельского Совета депутатов от 19 июня 2008 года № 28.

## История
Посёлок основан в начале XX века как заводской посёлок Выдрица в урочище Выдрица около деревни Орехи Оршанского уезда в связи со строительством завода сухой перегонки дерева.
После закрытия завода в 1917 году посёлок сельского типа.
С 1924 в Оршанском районе.
С началом строительства Белорусской ГРЭС посёлок был объединён с деревней Орехи и в 1938 году был преобразован в рабочий посёлок под названием Орехи-Выдрица.
Во время Великой Отечественной войны каменные жилые дома посёлка сохранились, но требовали ремонта. Производственные здания БелГРЭС лишь немного пострадали от артиллерийского обстрела, оборудование было вывезено вплоть до рубильников в марте 1944 г. Из высоковольтных линий осталась лишь одна — на Оршу.
С 1946 года городской посёлок Ореховск. В 1946—1956 годах центр Ореховского района.
В 2008 году городской посёлок Ореховск преобразован в агрогородок.

## Население
Численность населения — 2 266 человек (на 1 января 2025 года).
| Численность населения:                                                                          |
| Графики недоступны из-за технических проблем. См. информацию на Фабрикаторе и на mediawiki.org. |

| Год         | 1939  | 1959  | 1970  | 1979  | 1989  | 2006  | 2016  | 2018  | 2023  | 2024 | 2025   |
| ----------- | ----- | ----- | ----- | ----- | ----- | ----- | ----- | ----- | ----- | ---- | ------ |
| Численность | 3 668 | ▲4049 | ▼3665 | ▼3370 | ▲3639 | ▼2967 | ▼2402 | ▼2359 | 2 292 |      | ▼2 266 |

В 1939 году в Орехах-Выдрице проживало 3668 человек, в том числе 2871 белорус, 484 русских, 123 еврея, 105 украинцев, 38 поляков, 47 представителей других национальностей.

## Экономика
- БелГРЭС — Белорусская ГРЭС известна тем, что стала первой крупной электростанцией в Беларуси и первой ГРЭС, построенной по плану ГОЭЛРО в 1930 году. Изначально Белорусская ГРЭС работала на сжигании торфа, затем топливом для станции служил мазут, а в 1999 году электростанция была переведена на использование природного газа. Сейчас монтируются котлы для сжигания древесных отходов.
- Оршанский тепличный комбинат.
- ОАО «Ореховский льнозавод»
- ОАО «Лантан» — мелки школьные, мелки цветные, глазурированная керамическая посуда

## Культура
- Дом культуры
- Музей ГУО «Ореховская средняя школа имени Ю. В. Смирнова»

## Достопримечательности

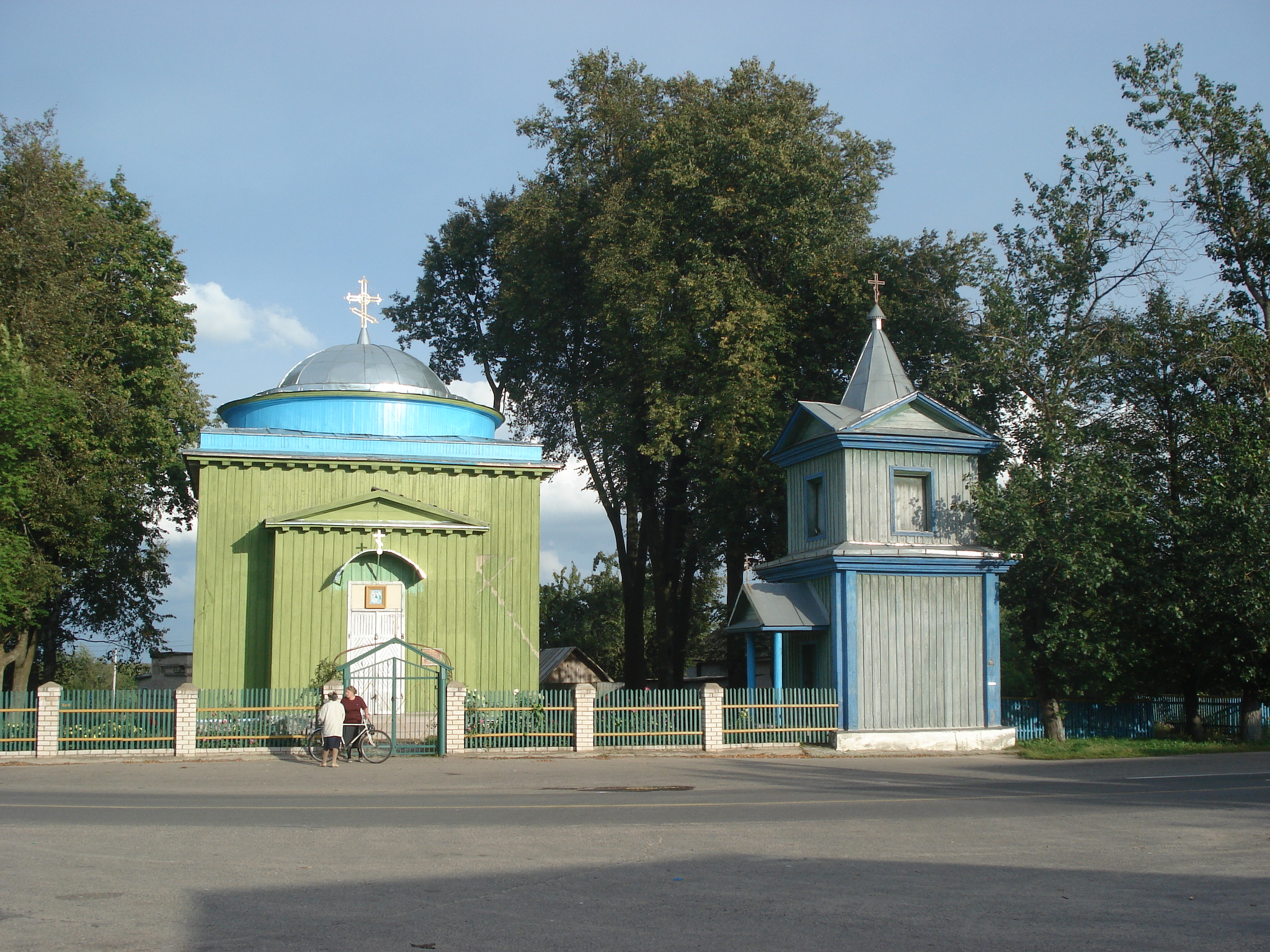
Троицкая церковь

- Деревянная Троицкая церковь (1832—1838). Ореховская церковь имеет весьма интересную архитектурную особенность: брёвна при её строительстве укладывали не горизонтально, а стоят вертикально — то есть, частокол с куполом.
- Усадьба Хлустиных (конец XIX века)
- Дома для рабочих (конец XIX — начало XX веков)
- Ореховская электростанция (1927—1930)
- Вокруг центрального Большого Ореховского озера расположено множество маленьких озёр. Святое озеро, по преданию на его месте находился скит и церковь, которые провалились под землю и на их месте образовалось озеро.
- Недалеко от Святого озера есть курган друидов в два яруса: нижний и верхний, создающий впечатление чаши радиусом 50 метров.
- Голубое озеро, Зелёное озеро, Кузминовское озеро, Плеханы, Орешковское озеро, Мёртвое озеро.
- На Центральном озере есть до половины озера насыпанная насыпь, которую строили, но не завершили французы.
- Могила Героя Советского Союза Юрия Васильевича Смирнова —  Историко-культурная ценность Республики Беларусь, шифр 213Д000123.

### Памятник, скульптура
- Братская могила советских воинов —  Историко-культурная ценность Республики Беларусь, шифр 213Д000124[18].
- Памятник Ю. В. Смирнову[18].